# Casino de Wiesbaden
Le casino de Wiesbaden est un établissement de jeux et bâtiment de style néo-classique situé dans le quartier Nordost à Wiesbaden en Allemagne. L'actuel bâtiment a été conçu en 1907 par Friedrich von Thiersch.

## Gamme des jeux

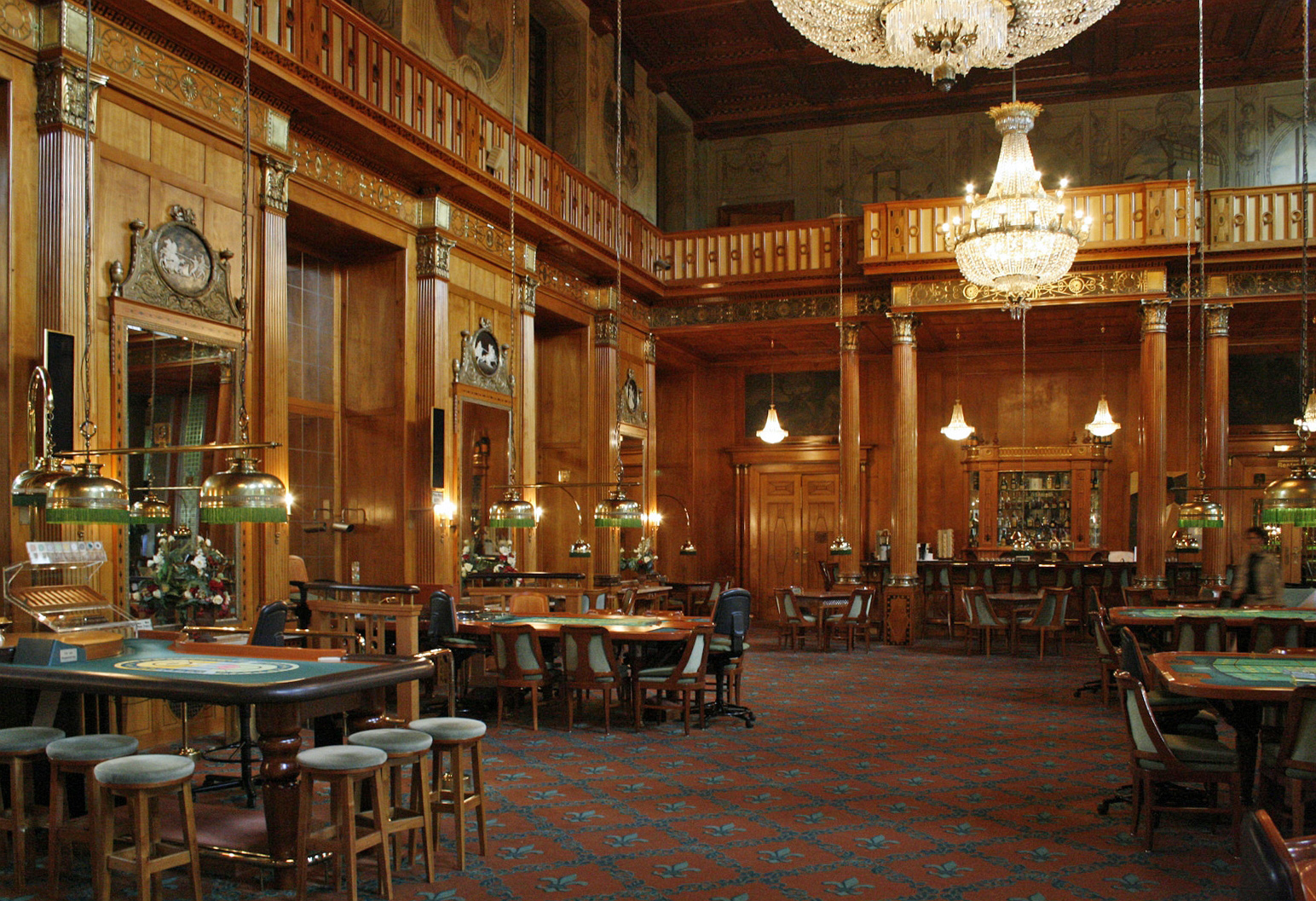
La salle du « grand jeu ».

Le casino propose le « grand jeu » (Großes Spiel), avec la roulette, le Black Jack et le Poker dans l'ancienne salle salle des vins des thermes de Wiesbaden, ainsi que le « petit jeu » (Kleines Spiel) avec les machines à sous dans la galerie des colonnes adjacente, qui, avec ses 129 m de long, est la plus longue galerie de colonnes en Europe.